# Zirkuskind (Roman)
Zirkuskind (Originaltitel: A Son of the Circus) ist der 1995 erschienene, achte Roman von John Irving, übersetzt von Irene Rumler.

## Handlung
Der aus Indien stammende und in Kanada lebende Arzt Dr. Daruwalla verbringt regelmäßig einige Monate in Bombay, um dort in einer Klinik für verkrüppelte Kinder zu operieren und nach dem Zwergen-Gen – einem genetischen Marker für Zwergwüchsigkeit – zu suchen. Die Handlung setzt mit der Auffindung einer Leiche auf dem Golfplatz des von Dr. Daruwalla bevorzugten Clubs ein. Der Doktor wird in die Ermittlungen hineingezogen.
Theoretisch ist Zirkuskind ein Kriminalroman, die Haupthandlung wird jedoch von mehreren teilweise gleichberechtigten Subplots begleitet. Der jesuitische Zwillingsbruder des mit Dr. Daruwalla befreundeten Schauspielers John D. besucht erstmals Indien und zwei Straßenkinder sollen in einem Zirkus untergebracht werden. 
Für Irving typische Elemente wie groteske Szenen, sexuelle Freizügigkeit und ein Ensemble aus skurrilen Nebenfiguren sind auch in Zirkuskind zu finden. Die in der Gegenwart voranschreitende Story wird immer wieder von Rückblenden in Form von Erinnerungen der Personen unterbrochen.